# 日野誕生院
日野誕生院（ひのたんじょういん）は、京都市伏見区日野西大道町にある浄土真宗本願寺派の寺院。本尊は阿弥陀如来。「大谷本廟」・「角坊」とともに「宗教法人 本願寺」が所有する飛地境内である。現在の本堂は親鸞の誕生の地を記念して1931年（昭和6年）に建立された。

## 親鸞と日野誕生院
親鸞は永承6年（1051年）法界寺を建立した日野資業の五代後の子孫の日野有範を父として誕生する。当時、有範は皇太后の大進（だいしん）という役職にあったとされる。母親は、清和源氏の八幡太郎義家の孫娘の吉光女であったと伝えられている。
親鸞6歳の姿を写した銅像、得度式（とくどしき）に詠んだという和歌の
明日ありと思う心のあだ桜 夜半に嵐の吹かぬものかは
の石碑が建てられている。

## 歴史
日野誕生院は西本願寺第20代門主広如が文政11年（1828年）9月に、宗祖親鸞生誕の地を顕彰するため、この地に有範堂もしくは宝物堂と呼ばれる一つの堂宇を建立したことに始まる。1878年（明治11年）には第21代門主明如が有範堂を日野別堂と改名するが、1923年（大正12年）には立教開宗700年記念の慶讃法要を行ったのを契機として日野別堂を大改築することに決する。
第23代門主勝如の時の1928年（昭和3年）5月に工事を着工し、1931年（昭和6年）3月に完成、5月に落慶法要が営まれた。この時に日野別堂は日野誕生院と再び改称された。
本堂は格調高い雰囲気の廻廊をめぐらし、中庭は中心に銅灯篭一基を配して白州で構成されており、従来の真宗寺院の形態とは大きく趣を異にする平安時代の貴族の館のような造りとなっている。門前向かって右側には親鸞童形像と上記の歌碑がある。
併設されている誕生院保育園の向こう側（法界寺の横手）の飛地に、「産湯の井戸」や「ゑな塚（えなづか）」が残る。また、付近には日野一族の墓が建ち並ぶ日野御廟所がある。

## 境内
- 本堂 - 1931年（昭和6年）3月再建。
- 廻廊
- 中門
- 鐘楼
- 庫裏
- 親鸞聖人童形像
- 誕生院保育園
- 産湯の井戸
- ゑな塚（えなづか）

## 周辺情報
- 法界寺
- 一言寺
- 醍醐寺